# Максименко, Александр Григорьевич
Алекса́ндр Григо́рьевич Максиме́нко (5 [18] ноября 1916, Ольховатка, Кобелякский район — 15 марта 2011, Киев) — советский и украинский живописец. Лауреат Сталинской премии III степени (1948). Заслуженный художник УССР (1972).

## Биография
В 1933—1938 годах учился в Днепропетровском художественном училище, где его педагогами были Юрий Андреевич Бондарь — ученик Иллариона Прянишникова и Владимира Маковского — и Заслуженный деятель искусств УССР М. М. Панин — ученик Ильи Репина.
В 1947 году окончил Киевский государственный художественный институт (ныне Национальная академия изобразительного искусства и архитектуры). Ученик А. Шовкуненко и К. Елевы.
С 1947 года принимал участие в республиканских, общесоюзных и зарубежных выставках.
С 1947 года — член Союза художников Украинской ССР.
Похоронен на Байковом кладбище в Киеве.

## Творчество
А. Максименко — мастер натюрморта, пейзажа, жанровой картины, автор многочисленных портретов.
Автор картин из колхозной жизни («Хозяева земли», «Новаторы колхозных полей», «В поле»). За работу «Хозяева земли», которая экспонировалась в Государственной Третьяковской галерее в 1948 году стал лауреатом Сталинской премии.
Работы художника представлены в Национальном художественном музее Украины, Музее истории Украины во Второй мировой войне, Днепропетровском, Полтавском и других художественных музеях, в частных коллекциях Украины и за её пределами.

### Избранные работы
- Украинский пейзаж, 1946 г.
- Тёплая зима, 1949 г.
- Пейзаж, 1965 г.
- Пуща Водица, 1977 г.
- Хозяева земли
- Яблоки на синей скатерти, 1990-е гг.